# Khoái Lương
Khoái Lương (chữ Hán: 蒯良), tự Tử Nhu (子柔), là mưu sĩ của quân phiệt Lưu Biểu thời Tam Quốc trong lịch sử Trung Quốc.

## Thân thế
Khoái Lương quê ở huyện Trung Lư, quận Nam thuộc Kinh châu, là anh của Khoái Việt. Theo sách Phó Tử, ông là dòng dõi của danh sĩ Khoái Triệt thời Hán Sở. Anh em họ Khoái là hào tộc ở Kinh châu, có uy tín với người dân trong vùng.

## Giúp Lưu Biểu
Năm 190, Lưu Biểu vâng lệnh Đổng Trác (nhân danh Hán Hiến Đế) đến nhậm chức Thứ sử Kinh châu trong lúc chiến tranh quân phiệt nổ ra ác liệt: hai chư hầu chống Đổng Trác là Tôn Kiên và Viên Thuật đang chiếm giữ trị sở Kinh châu là quận Nam Dương. Nhiều lực lượng địa phương không thần phục nổi lên khắp nơi nhân có chiến tranh quân phiệt.
Trước tình thế khó khăn đó, Lưu Biểu đã tìm đến nhà Khoái Lương và Khoái Việt đề nghị giúp đỡ. Lưu Biểu hỏi anh em ông vì sao nhân dân trong vùng không tuân theo mệnh lệnh, Khoái Lương giảng giải với Lưu Biểu:
Dân không theo mệnh lệnh là vì triều đình chưa đủ lòng nhân vậy. Theo mà không trị được là vì tín nghĩa không đủ vậy. Nếu ngài có lập đạo nhân nghĩa thì trăm họ đi theo như nước chảy xuống chỗ thấp, lúc ấy còn lo chi trăm họ không theo?
Khoái Việt lại đề xuất đường lối đối phó với tình hình. Ít lâu sau, những người thuộc hạ của các hào trưởng đều sợ hãi xin quy phục. Nhân dân Kinh châu số đông tới hưởng ứng Lưu Biểu. Tôn Kiên bị Lưu Biểu giết, Viên Thuật bỏ chạy sang Dương châu. Từ đó đại bộ phận Kinh châu theo về Lưu Biểu, có công rất lớn của anh em họ Khoái.
Khoái Lương mất vào khoảng thời gian trước trận Xích Bích, không rõ cụ thể năm nào.

## Trong Tam Quốc diễn nghĩa
Khoái Lương là nhân vật phụ trong tiểu thuyết Tam Quốc diễn nghĩa của La Quán Trung. Tại hồi 7, ông là người bày mưu giúp Lưu Biểu và Hoàng Tổ giết được Tôn Kiên.
Qua lời Khoái Việt, Khoái Lương là người rất giỏi xem tướng ngựa. Từ khi họ Sái nổi lên tranh chấp ngôi thừa kế cho Lưu Tông với Lưu Kỳ, Tam Quốc diễn nghĩa không còn nhắc tới ông.